# Skridskosport
Skridskosport är en sammanfattande beteckning för olika sporter som inbegriper skridskoåkning. Ibland undantas dock spel med klubbor, som bandy och ishockey.

## Sporter
- Bandy
- Hastighetsåkning på skridskor (Longtrack)
- Ishockey
- Konståkning
- Långfärdsskridskoåkning
- Shorttrack
- Roller derby
- Inline

### Fotnoter
1. ↑  ”Skridskosport”. Nationalencyklopedin. http://www.ne.se/uppslagsverk/encyklopedi/enkel/skridskosport. Läst 23 februari 2015.
2. ↑  ”Vår organisation”. Svenska Skridskoförbundet. Arkiverad från originalet den 31 oktober 2016. https://web.archive.org/web/20161031085203/http://www.skridsko.se/Omoss/varorganisation/. Läst 30 oktober 2016.